# Polyakrylnitril
Polyakrylnitril, används vid framställning av ett av de viktigaste  syntetiska textilfibrerna (akrylfibrer). Det används också för framställning av kvalitativ kolfiber med högt kolinnehåll.